# Lili Marleen (film)
Pour les articles homonymes, voir Lili Marleen (Homonymie).
Pour plus de détails, voir Fiche technique et Distribution.
Lili Marleen est un film allemand réalisé par Rainer Werner Fassbinder sorti en 1981, s'inspirant de la relation amoureuse de la chanteuse allemande Lale Andersen et du compositeur suisse juif Rolf Liebermann.

## Synopsis
Zurich, 1938. Willie, une chanteuse de cabaret allemande, entretient une relation amoureuse avec Robert Mendelsson, un Juif suisse, membre d'une organisation secrète venant en aide aux Juifs voulant fuir l'Allemagne nazie. David, le père de Robert, voit cette relation d'un mauvais œil et cherche à y mettre fin. Willie vient en aide à leur organisation mais, à cause des manœuvres de David, elle se retrouve bloquée en Allemagne au terme de sa première mission.
Séparés par les événements, Willie et Robert vont suivre, pendant la Seconde Guerre mondiale, des trajectoires en apparence opposées. Il aidera les Juifs allemands à fuir leur pays, elle deviendra une grande vedette de l'Allemagne hitlérienne grâce à la chanson Lili Marleen. Mais Willie n'hésitera pas à aider Robert et sa famille dans leur lutte contre le nazisme, au péril de sa vie.

## Fiche technique
- Réalisation : Rainer Werner Fassbinder
- Scénario : Manfred Purzer, Rainer Werner Fassbinder, Joshua Sinclair
- Production : Luggi Waldleitner, Enzo Peri
- Société de production : Bayerischer Rundfunk, CIP Filmproduktion GmbH, Rialto Film, Roxy Films
- Musique : Peer Raben. Finale de la 8e symphonie de Gustav Mahler.
- Costumes : Barbara Baum
- Photographie : Xaver Schwarzenberger, Michael Ballhaus
- Montage : Rainer Werner Fassbinder, Juliane Lorenz
- Pays d'origine : Allemagne de l'Ouest
- Langue originale : Allemand
- Format : couleur - 35 mm - 1.66:1
- Genre : drame
- Date de sortie : 15 avril 1981 (sortie en salles en France), 28 mai 2025 (reprise en version 4K restaurée)[1]
- Durée : 115 minutes

## Distribution
- Hanna Schygulla (VF : Annie Sinigalia) : Willie
- Giancarlo Giannini : Robert Mendelsson
- Mel Ferrer : David Mendelsson
- Karl-Heinz von Hassel : Henkel
- Erik Schumann : von Strehlow
- Hark Bohm : Heinz Taschner, le pianiste
- Gottfried John (VF : Jacques Thébault) : Aaron
- Brigitte Mira : une voisine
- Peter Chatel : un SA
- Willy Harlander : Theo Prosel
- Karin Baal : Anna Lederer
- Christine Kaufmann : Miriam
- Udo Kier : Drewitz
- Roger Fritz : Kauffmann
- Adrian Hoven : Ginsberg
- Barbara Valentin : Eva
- Helen Vita : Grete
- Elisabeth Volkmann : Marika
- Lilo Pempeit : Tamara
- Rudolf Lenz (de) : Dr. Glaubrecht
- Irm Hermann : l'infirmière
- Harry Baer : Norbert Schultze
- Alexander Allerson : Goedecke
- Rainer Werner Fassbinder : Günther Weisenborn (non crédité)

## Commentaires
- Le scénario est très librement inspiré de l'histoire de la chanteuse Lale Andersen, interprète de la célèbre chanson Lili Marleen
- A la fin du film, Drewitz et Willie s'enfuient dans une forêt. Drewitz évoque alors le meurtre d'une prostituée par son souteneur, tandis que résonne la musique de Berlin Alexanderplatz, référence explicite à la série réalisée par Rainer Werner Fassbinder en 1980.

## Accueil
Le film a réalisé 971 246 entrées en France.